# Blindheim
Blindheim is een gemeente in de Duitse deelstaat Beieren en maakt deel uit van het Landkreis Dillingen an der Donau.
Blindheim telt 1.756 inwoners. De vroegere benaming van het dorp is vereeuwigd in de Slag bij Blenheim; een belangrijke slag tijdens de Spaanse Successieoorlog, die plaatsvond op 13 augustus 1704. 
Aislingen ·
Bachhagel ·
Bächingen an der Brenz ·
Binswangen ·
Bissingen ·
Blindheim ·
Buttenwiesen ·
Dillingen an der Donau ·
Finningen ·
Glött ·
Gundelfingen an der Donau ·
Haunsheim ·
Höchstädt an der Donau ·
Holzheim ·
Laugna ·
Lauingen (Donau) ·
Lutzingen ·
Medlingen ·
Mödingen ·
Schwenningen ·
Syrgenstein ·
Villenbach ·
Wertingen ·
Wittislingen ·
Ziertheim ·
Zöschingen ·
Zusamaltheim